# Nano (football, 1982)
Fernando Macedo da Silva Rodilla (surnommé « Nano »)  est un footballeur espagnol, né le 20 avril 1982 à La Corogne. Il évolue au poste d'ailier.

## Biographie
Après être passé par La Masia, Nano débute le 22 août 1999 en Première division espagnole avec le FC Barcelone alors entraîné par Louis van Gaal. Nano devient ainsi, à l'âge de 17 ans, le plus jeune joueur à avoir débuté en Liga sous le maillot blaugrana.
Nano reste en tout six années au FC Barcelone avant de rejoindre l'Atlético de Madrid où il joue pendant deux saisons avant d'être prêté à Getafe. En 2006, il est transféré à Cadix, club de D2. En 2008, il retrouve la Galice en jouant pour le Racing Ferrol. 
Entre 2009 et 2012, Nano joue avec Numancia.
Il joue la saison 2012-2013 en D1 avec Osasuna. En 2013, Nano est recruté par le Deportivo Alavés qui évolue en D2.

## Palmarès
- Espagne -16 ans
  - Vainqueur du Championnat d'Europe des moins de 16 ans en 1999.

## Statistiques
| Saison    | Club            | Pays               | Championnat        | Coupes nationales | Coupes d'Europe | Espagne |
| --------- | --------------- | ------------------ | ------------------ | ----------------- | --------------- | ------- |
| 1998-1999 | FC Barcelone B  | Liga Adelante      | 3 matchs / 1 but   | -                 | -               | -       |
| 1999-2000 | FC Barcelone    | Liga BBVA          | 1 match            | 1 match           | 1 match (C1)    | -       |
| 1999-2000 | FC Barcelone B  | Segunda Division B | ?                  | -                 | -               | -       |
| 2000-2001 | FC Barcelone B  | Segunda Division B | ?                  | -                 | -               | -       |
| 2001-2002 | FC Barcelone B  | Segunda Division B | 34 matchs / 8 buts | -                 | -               | -       |
| 2002-2003 | FC Barcelone    | Liga BBVA          | 3 matchs           | -                 | -               | -       |
| 2002-2003 | FC Barcelone B  | Segunda Division B | 29 matchs / 5 buts | -                 | -               | -       |
| 2003-2004 | Atlético Madrid | Liga BBVA          | 28 matchs / 5 buts | 1 match           | -               | -       |
| 2004-2005 | Atlético Madrid | Liga BBVA          | 11 matchs / 1 but  | 4 matchs / 1 but  | 3 matchs (CI)   | -       |
| 2005-2006 | Getafe CF       | Liga BBVA          | 8 matchs / 2 buts  | 1 match           | -               | -       |
| 2006-2007 | Cádiz CF        | Liga Adelante      | 24 matchs / 2 buts | ?                 | -               | -       |
| 2007-2008 | Cádiz CF        | Liga Adelante      | 13 matchs          | 1 match           | -               | -       |
| 2008-2009 | Racing Ferrol   | Segunda Division B | 22 matchs / 4 buts | ?                 | -               | -       |
| 2009-2010 | CD Numancia     | Liga Adelante      | 31 matchs / 4 buts | -                 | -               | -       |
| 2010-2011 | CD Numancia     | Liga Adelante      | 22 matchs / 3 buts | 1 match           | -               | -       |
| 2011-2012 | CD Numancia     | Liga Adelante      | 37 matchs / 5 buts | 1 match           | -               | -       |
| 2012-2013 | CA Osasuna      | Liga BBVA          | 18 matchs          | 4 matchs          | -               | -       |

Dernière mise à jour le 1er juin 2013